# 日本革命的共産主義者同盟革命的マルクス主義派

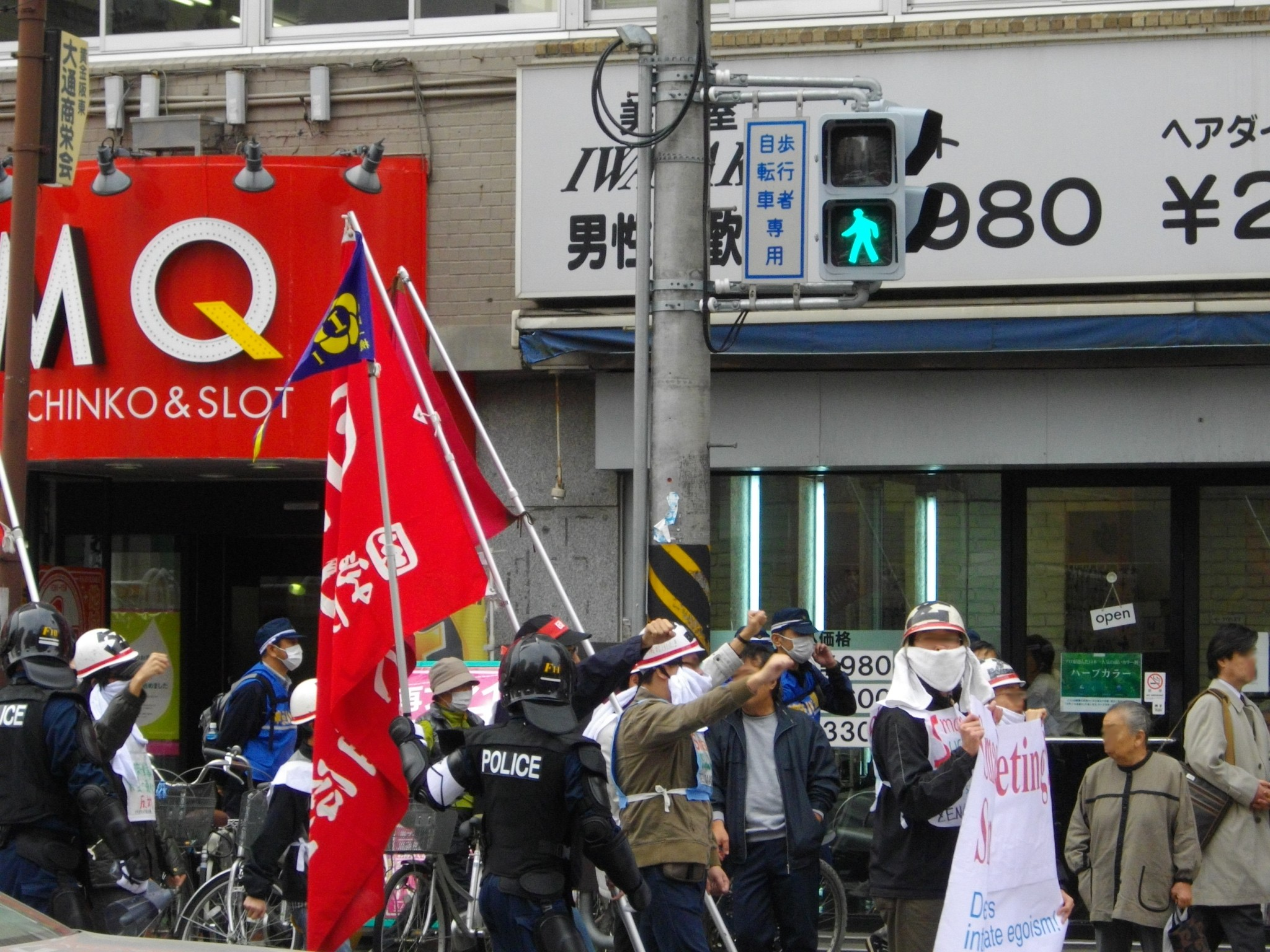
反APECデモを行うヘルメットにマスク姿の革マル派活動家（2010年11月13日）

日本革命的共産主義者同盟革命的マルクス主義派（にほんかくめいてききょうさんしゅぎしゃどうめいかくめいてきマルクスしゅぎは、略称：革共同・革マル派、通称：革マル派）は、革共同系の日本の新左翼党派の一つ。
1962年の革共同第三次分裂により結成された。「反帝国主義・反スターリン主義」を掲げる。理論的指導者は黒田寛一。公然拠点は解放社。機関紙は月刊『解放』と隔月刊『新世紀』（旧『共産主義者』)。学生組織はマル学同革マル派。警察白書では「極左暴力集団」、マスコミは「過激派」と呼んでいる。

## 名称
現在の正式名称は「日本革命的共産主義者同盟革命的マルクス主義派」（英語: Japan Revolutionary Communist League (Revolutionary Marxist faction)）である。
1962年の結成当初は、「日本革命的共産主義者同盟全国委員会」から分裂したため「日本革命的共産主義者同盟全国委員会・革命的マルクス主義派」と名乗っていたが、後に「全国委員会」を外し現在の名称となる。ただし、機関や役職名では、「日本革命的共産主義者同盟全国委員会議長」「日本革命的共産主義者同盟政治組織局」など、「全国委員会」が含まれている名称や「革マル派」が含まれていない名称も使用されている。俗称として、1960年代は黒田寛一の筆名（山本勝彦）から「Y派」、ヘルメットの文字から「Z」などとも呼ばれた。
他称では、対立する日本共産党からは「ニセ「左翼」暴力集団」、中核派からは「反革命ファシスト集団・カクマル」、社青同解放派からは「反革命革マル」などと呼ばれている。

## 概要
1957年の革共同結成、1958年の革共同第一次分裂（太田派の離脱）、1959年の革共同第二次分裂（黒田・本多派が離脱して革共同全国委員会を結成）、1963年の革共同第三次分裂（黒田派の離脱）を経て、「日本革命的共産主義者同盟革命的マルクス主義派」が結成された。同時に学生組織のマルクス主義学生同盟（マル学同）も分裂し「マル学同革マル派」となった。なお革マル派が離脱した後の革共同全国委員会派は中核派となった。象徴であるヘルメットは、白地に赤いふち入り。前面に黒字で「Z」（「全学連（ZENGAKUREN）」の略）。

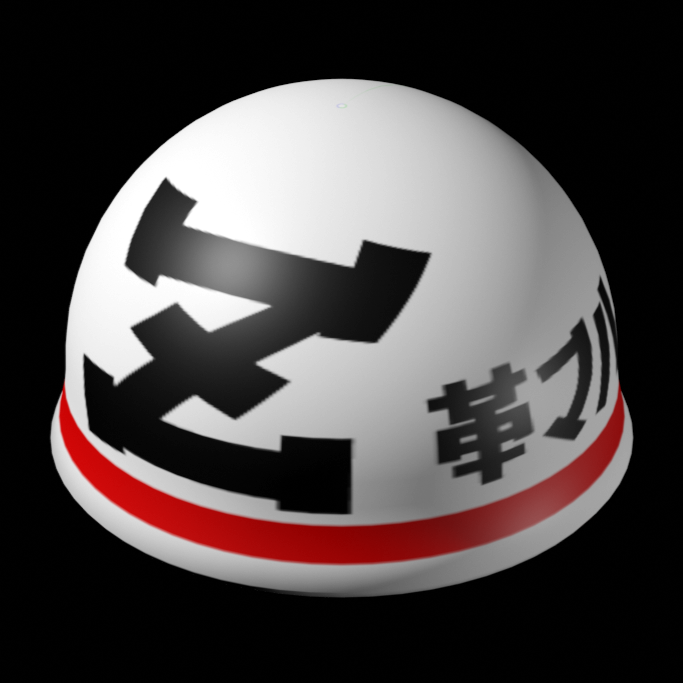
ヘルメットのデザイン

もともと、黒田寛一を囲むごく小規模な学習会サークルとして始まった。黒田の「反帝国主義・反スターリン主義」を掲げ、帝国主義とスターリン主義を同時に打倒し、「プロレタリア世界革命」の一環としての日本革命を実現すべき、と主張する。
2017年の警察庁推定では構成員は約5500人。機関紙週刊『解放』・隔月刊『新世紀』がある。東京・早稲田にビルを構える「解放社」本社および全国6道府県に設置されている同社の支社等が公然拠点だが、このほかに非合法な活動を行う非公然アジトが各地に存在する。かつては傘下の出版社としてこぶし書房を経営していたが、近年新たに有限会社あかね図書販売を傘下の出版社として設立した。あかね図書販売は2018年8月13日をもって有限会社KK書房に社名を変更した。
指導者は2006年の黒田死去後は、最高指導組織の政治組織局員のうち植田琢磨（現議長）・風森洸（ペンネームの可能性）の2名のみが公表されている。政治組織局員と推測される人物として西條武夫・朝倉文夫・前原茂雄・稲葉潤・高浜覚・柳葉真弘など。なおかつての副議長であった倉川篤（＝松崎明・旧国鉄動力車労働組合委員長。元JR東労組会長、2010年死去）については、本人は一貫して1980年代に組織を離脱していることを強調していたが、この点については偽装転向と疑う見解もある。ただしJR総連内部の革マル派組織と党組織としての革マル派との間の関係は必ずしも一体ではない。
分裂後も対立する中核派が大衆運動・武力闘争を重視して、羽田闘争や三里塚闘争などで他の新左翼党派とも共闘したのに対し、革マル派は理論重視・組織重視であり、思想・理論の学習と組織の構築を目指し、それらの維持・拡大に向けた活動を重視した。ただし革マル派も、党派間の武装襲撃や内ゲバや、反権力闘争での妨害活動などは実施している。
革マル派は、1960年代の街頭闘争や全共闘運動などから距離を置き、成田空港建設反対闘争からも排除され、他の新左翼系過激派集団の多くと敵対関係にあった。それは革マル派が東大紛争で、警視庁機動隊が安田講堂に突入する前日、「兵力温存」を理由に戦線離脱したため、その後残って機動隊と対決していた他の新左翼諸派から「第二民青」「日和見主義」などの批判を受けることになったためである。そして1970年代以降は、中核派等との内ゲバ事件を繰り返し、双方に多くの死傷者を出してきたが、近年は沈静化している。
2001年には、アメリカ9・11同時多発テロについて「歴史的行為」などと称揚していたが、近年は、少なくとも表面上は暴力性・党派性を隠しあくまでも組織拡大に重点を置き、基幹産業の労働組合や学生運動への浸透を図る戦術を採っている。最近は、街頭での集会・デモなどの際にも、「革マル派」というセクト名は隠して活動していることも多い。
また革マル派は、対立する中核派などからの襲撃事件や、1990年代には神戸連続児童殺傷事件などでも、権力謀略論を主張した。警察側はこれらの陰謀論について、反権力意識の高揚や組織の引き締めなどが目的であるとの見方を示している。ただし黒田寛一の死後、上述した謀略論の展開は内ゲバ関係を除くとほとんど見られなくなった。
解放社本社付近には交番・消防署出張所が設置され、警察・消防ともに監視しており、革マル派も解放社本社前に監視カメラを設置するなど対抗している。
2006年の黒田寛一死後はかって「理論の革マル」と言われた影もすっかり失い、彼らの専属出版社であるあかね図書販売（後にKK書房に社名を変更）からは黒田寛一の遺稿以外殆ど新たな理論的開拓はされていない。これは後述する現革マル派中央官僚による革マル派内理論家達への思想的統制や弾圧が大きく関係しているものと思われる。そうした論客の減少は、彼らの機関紙であるところの「解放」にも反映され、2019年10月からは週刊８頁立て立ったものが６頁立てに変更された点にも如実に示されている。
2019年春に、革マル派内で多くの労働運動・経済学の著作を執筆してきた松代秀樹を中心としたグループが、現革マル派中央による思想統制や個別的な組織内処分を批判し、「現革マル派中央指導部は黒田寛一の思想を教義とする神官になり果てた」として日本革命的共産主義者同盟革命的マルクス主義派（探究派）との分派を宣言し、これを「革共同第四次分裂」と呼んだ。

## 思想
革マル派は、結党以前の黒田派からその後まで「反帝国主義・反スターリン主義」を一貫して基本思想としているが、黒田が盲目のため外出困難なこともあり、大幹部以外は会うことも難しい「神秘的」指導者を有した、新左翼の中でも特異な集団である。
1968年の書籍『新版・日本の戦闘的左翼』によると、「反帝・反スターリン主義世界革命」の主張は以下に要約できる。
1. 現代世界の階級関係は、単に資本主義的な階級関係だけではなく、国際共産主義運動の腐敗も「規定的な要因」である。
2. ソ連社会はスターリン主義の本質である一国社会主義論による過渡的な官僚主義的疎外形態である。
3. この階級関係が現存する限り、革命の疎外者・抑圧者としてあらわれるスターリニスト党組織との闘争はプロレタリア革命完遂に不可欠である。
4. 資本主義国における革命の打倒対象は資本制国家権力だが、同時にスターリニスト党組織の粉砕なくしては実現できない。
5. 「反帝・反スターリン主義」は現代の最も普遍的な革命戦略であり、世界革命の一環としての日本革命も「反帝・反スターリン主義」の革命戦略でなければならない。

なお敵対する中核派も革命戦略として同じ「反帝・反スターリン主義」を掲げるが、両派ではその理解の仕方と適用のありかたが異なる。革マル派は中核派に対して、「反帝・反スターリン主義」は「論理的に同時的な戦略」であるのに、これを地理的・時間的に切り離す（反帝を優先する）という原則的な誤りに陥っており、また戦術も大衆運動主義への堕落であり、「街頭行動主義」の「自己目的化」という小ブル急進主義への転落、と批判する。これに対して中核派は革マル派に対し、「反帝・反スターリン主義」の綱領を、閉鎖社会的に経文化する「反動的ドグマ化」に陥っており、階級運動との生きた交流を自己切断する誤りを体質化させている、と反論する。
結果的に革マル派は革命の時期をかなり遠い未来と見積もり、その日のために勢力を密かに拡大し続ける戦略を採用する。他党派が行き当たりばったりのゲバルトを行っていたのに対し、革マルは遠い未来を見据えて計画的に行う。
2017年1月1日、革マル派の機関紙「解放」は、ソ連はスターリン主義により変質され必然的に崩壊し、資本主義は最末期だが「スターリン主義党の総転向」などで延命しており、日本帝国主義やアメリカ帝国主義に対して反戦反安保闘争、改憲攻撃粉砕、労働法制改悪・社会保障大削減の粉砕などを主張し、「＜反帝・反スターリン主義＞の深紅の旗のもとに結集せよ」と「プロレタリア世界革命」を掲げた。

## 他党派との関係

### 日本共産党
革マル派のナンバー2だったとされる松崎明は高校卒業後、日本共産党に入党し、その後も共産党の不破哲三と上田耕一郎を優れた理論家だと認めていた。しかし中核派と革マル派は（正確には日本トロッキスト聯盟以来）、日本共産党、中国共産党、ソ連共産党、朝鮮労働党などを一貫して「スターリニスト」と規定し厳しく批判を続けている。それに対し日本共産党は、革マル派を含む新左翼一般を「ニセ『左翼』暴力集団」と規定している。日本共産党と革マル派とは対立・敵対している一方で、そのセクト主義的体質は似通っているとも指摘されている。

### 中核派
革マル派は、いわゆる内ゲバは国家権力・警察が革マル派に敵対する党派を使って仕掛けている陰謀だとしている。それゆえ、敵対する中核派などを「権力の走狗」と呼んでいる。この「権力謀略論」には、「水本事件」や神戸連続児童殺傷事件をCIAの陰謀だとする主張も含まれる。

### 自民党
国鉄分割民営化の際には、それまで革マル派だと見られていた松崎が自民党の機関紙「自由新報（1986年4月29日号）」のインタビューに応じた。そして「私自身、かつて革マルに属していたことを否定するつもりはない。しかし、いまは、そうではないということも、はっきりさせておきたい」とした上で民営化賛成を表明。この結果、分割民営化に徹底反対していた国労と対立した。一方で自民党内からも、過激派であるということがほぼ公然の事実であった動労と手を結ぶことに関しては、警察出身の議員を中心に異論が存在した。

### 社会党
93年には、社会党の衆議院議員だった上田哲が革マル派の催しに参加するなどし、中核派から非難されたこともある。
なお、旧社会党（社民党・新社会党）系の社青同は、革マル派などを厳しく批判している。

### 民主党
安倍晋三首相（当時）は2014年10月30日の衆院予算委員会で、「革マル派活動家が相当浸透している」とされるJR総連やJR東労組から枝野幸男が献金を受けていたことを批判した。 また週刊文春は、岡田克也と革マル派新党組織にて講演をおこなったことを問題視した。

## 組織

### 政治組織局
革マル派の日常的な最高指導部は「政治組織局」（略記：POB）である。他の左翼党派が、ボリシェヴィキにならって「政治局」とすることが多い中、あえて「政治組織局」の名称を採用した理由については、「わが同盟は、まさに一切の政治を根絶することをめざした政治組織、つまり革命的前衛組織として不断に想像されているのだからである。したがって、わが同盟指導部の名称は、単に政治局だけでなく同時に組織局としての役割と機能をも遂行するものとして『政治組織局』とされているのである」と述べている。

### 学生組織
革マル派の学生組織としては、「日本マルクス主義学生同盟・革命的マルクス主義派（マル学同革マル派）」があり、その傘下には、同派系の全日本学生自治会総連合（全学連）が組織されている。全学連活動家は、全学連フラクション（ZF）に組織され、ZFで5年以上活動するとマル学同革マル派への加盟が認められることになる。街頭活動時などにかぶるヘルメットの「Z」の文字は、「ZENGAKUREN」の頭文字に由来。これらの組織は、定期的に全国の学生活動家を集めて大会を開催したり、「反戦・反安保」等を掲げて集会やデモなどの活動を行っているほか、新たな活動家や活動資金の獲得などを目的に、全国各地の大学の学生自治会や学園祭を運営する組織を事実上支配するなどして、大学における自治会活動や学園祭運営に介入している。大学では支持者獲得のため、学費の引き下げや反戦などの主張をするが、これらの多くはポーズであり内容に具体性がないことがほとんどである。他の新左翼党派のほとんどが大学での拠点を失っている現状において、革マル派はもっとも大学での拠点、影響力を有している。

## 主な拠点

### 大学

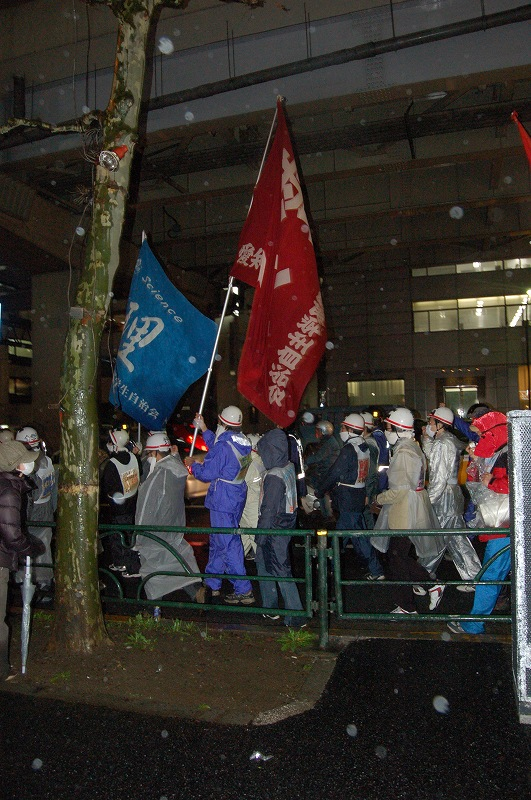
デモ活動を行う全学連（革マル派系）の様子 2009年11月13日 東京

#### 早稲田大学
革マル派の学生組織は、長年にわたり早稲田大学を中心的な拠点校としてきた。全盛期は「クラス名簿」によって新入生の住所氏名を把握したり、各処に隠れメンバーを配置し、完全支配していた。さらに東大にまで追撃部隊を仕向け、東大構内で早大生同士の激突が繰り返される事態に発展した。
しかし、大学側は同派の影響力を排除するため、1995年7月に商学部自治会の公認を取り消し、2005年3月には社会科学部自治会の公認を取り消した。また、革マル派が主導する「早稲田祭実行委員会」が、長年にわたって早稲田祭の収入や助成金を同派系の偽装サークルに1000万円単位で横流しするなどの犯罪行為を行っていたことが判明したことから、大学側は1997年から2001年まで早稲田祭の開催中止を決定し、同派系の偽装サークルの公認も取り消した（この時、公認を失ったサークルの一つに「早稲田大学新聞会」がある）。これにより革マル派は資金源を失った。
この大学の厳しい処分に対して、革マル派は1997年、「早稲田大学学生部長宅盗聴事件」を起こすという反撃に出て、大学側と革マル派との対立が激しくなったが、大学側は革マル派の関係者を大学から徹底的に排除するなどして、大学側の勝利に終わった。それ以降、革マル派の残党は、サークル活動などを通して巧妙に学内で一定の活動を展開しようとしているが、かつてのような影響力はほとんど無くなった。

#### 國學院大學
國學院大學では、革マル派の自治会およびサークルによって、ビラまきや看板設置のほか、ポスターや革マル派機関紙『解放』の掲示などの活動がキャンパス内外で公然と行われている。また、2001年には自治会メンバーによる自衛官への集団リンチ事件、2001年には本学のたまプラーザキャンパスで内ゲバによる集団リンチ殺人事件が発生している。主要な文系サークルの多くが自治会シンパであり、文連（文化団体連合会、事実上自治会の傀儡組織）総会でも新年度予算の否定や新執行人事に対する批判はなきに等しい。また、学内で半ば非公認に配布されている「国学院大学新聞」（公式の新聞は大学広報課の発行する『國學院大學学報』である）も事実上、革マル派の機関紙に近い状態になっており、同派の政治的主張を発信するための宣伝媒体になっている。このように國學院大學が関東における革マル派の主要拠点になってしまった経緯には、左翼グループの脅威拡大が影響しているといわれている。また、共産党勢力による学校（理事会）乗っ取り防止の為に、必要悪として革マル派を取り入れたという経緯もある。また、1995年から2005年に至るまで早稲田大学における革マル勢力の掃討により、居場所をなくした活動家の多数が國學院に移ってきた。現状としては大学側による自治会への交渉はほとんど行われておらず、（体育団体連合会を除く）自治会に所属する部会の多くは反発すらできないという状況が長年にわたって続いている。尚近年では保守系の主張をする団体とその傘下のサークルが現れており、校内で激しく対立を繰り広げている。

#### 愛知大学
愛知大学豊橋校舎の学生自治会では、長年にわたり、執行部である常任委員会のポストを革マル派が排他的に独占し、学生自治会の実権を掌握している。日本民主青年同盟（民青同盟）や体育会系極右と激しく対立している。また、東海地方には中核派の勢力が少ないため、内ゲバ事件などが全くと言っていいほど無い。他の敵対する極左を排除した、圧倒的なヘゲモニーを確立した環境を温床にして革マル派は思うがままに、毎年多くの新入生をオルグし「シンパ」として利用し、その中から革マル派の構成員へと獲得している。革マル派の一般学生に対する影響力は絶大である。サークル活動が特別に盛んな同大学学生は、大学当局に対して団体交渉を行う際に、革マル派の指導のもと数百人規模のデモを学内で行うことで有名。愛知大学学生自治会執行部は、東海地方における革マル派の学生組織の最大の拠点と見られている。学園周辺には複数のアジトが存在しているとされ、また革マル派の上部組織から多くのオルガナイザー（組織化工作員）が学生組織の強化と指導のために学内に入り込んでいる様子である。
2022年、サークル棟の鍵管理権の移行、閉鎖時間の制定が実施されようとし、自治会は反対した。自治会側によると、この際軽音楽部等は反対する路上公演を行った。23年、反対した自治会員５名のうち３名を、反戦運動での大学名使用の名目で退学処分とした。23年10月、残る２名を「訓戒」処分とした。

#### 名古屋大学
名古屋大学では、理学部自治会が革マル派の活動拠点になっており、偽装サークルとして「社会科学研究会」や「哲学研究会」などを組織しているとみられる。しかし「革マル派」の名前を出して活動することは少なく（ただし2014年5月～7月にかけて機関紙『解放』購読を呼びかける立て看板が革マル派名義で設置されたり、現在も全学教育棟などに機関誌『新世紀』が購買に入荷していることを宣伝するポスターが貼られている）、表向きには学費値上げ反対デモ、大学への署名提出、講演会の開催などといった活動が主で、民青同盟と対立する様子も見られない。文化サークル連盟は理学部自治会と共同歩調を取っており、現在も代表がともに同一人物である。

#### 琉球大学
琉球大学では、基地撤退を求めるビラや「集団自決」教科書検定問題などに関する新聞のコピーを各学部の掲示板に貼るなどの行為が行われている。琉球大学学生会の執行部を掌握しているが、学生会長選挙に革マル派支配を批判する一般学生が立候補した際は、選挙を延期するなどの不正によって、その掌握を維持している。

#### その他
- 北海道大学（農学部自治会）
- 帯広畜産大学
- 北海道教育大学（旭川校）
- 津田塾大学
- 金沢大学（共通教育自治会）
- 奈良女子大学
- 鹿児島大学（共通教育自治会）
- 沖縄国際大学

### 労組
- 全日本鉄道労働組合総連合会(JR総連)
- 東日本旅客鉄道労働組合(JR東労組)
- 北海道旅客鉄道労働組合(JR北海道労組)